# Sint-Matthiaskerk (Posterholt)
De Sint-Matthiaskerk is een kerkgebouw in Posterholt in de gemeente Roerdalen in de Nederlandse provincie Limburg. De kerk staat aan de kruising van de Hoofdstraat met de Vurensteeg. Aan de noordwestzijde van de kerk ligt er een plein met een beeld van Christus Koning en naast het plein de pastorie. Het kerkhof ligt ongeveer 650 meter ten oosten van de kerk, met aldaar de grafkapel Geradts-Regout.
De kerk is gewijd aan Sint-Matthias.

## Geschiedenis
In 1945 werd de oude Sint-Matthiaskerk aan de Kerksteeg afgebroken, nadat deze te zwaar beschadigd was geraakt in de Tweede Wereldoorlog.
In 1951 werd op een andere plaats dan waar de oude kerk stond een nieuwe kerk gebouwd, naar een ontwerp van Frits Peutz. Het beeld en de reliek van Cornelius zijn naar deze kerk overgebracht. Op 16 december 1951 werd de kerk ingezegend.
In 1954 werd de kerk geconsecreerd.
In de jaren 1960 werd het koor naar voren uitgebouwd. De kerk kreeg twee extra traveeën en een toren.

## Opbouw
De niet-georiënteerde mergelstenen kerk bestaat uit een half-ingebouwde fronttoren in het noordwesten met drie geledingen en een ingesnoerde torenspits, een driebeukig schip met zeven traveeën in pseudobasilicale opstand, een transept en een koor dat enkel bestaat uit een halfronde koorsluiting. De kerk is verder voorzien van rondboogvensters. In de toren bevindt in de bovenste geleding aan iedere zijde een rondboogvormig galmgat. De zijbeuken en het transept hebben haakse steunberen.
De kerk bezit een 17e-eeuws beeld van de Heilige Matthias. In 1997 werd in een van de zijportalen een glas-in-loodraam aangebracht met een afbeelding van de Heiligen Matthias en Cornelius.

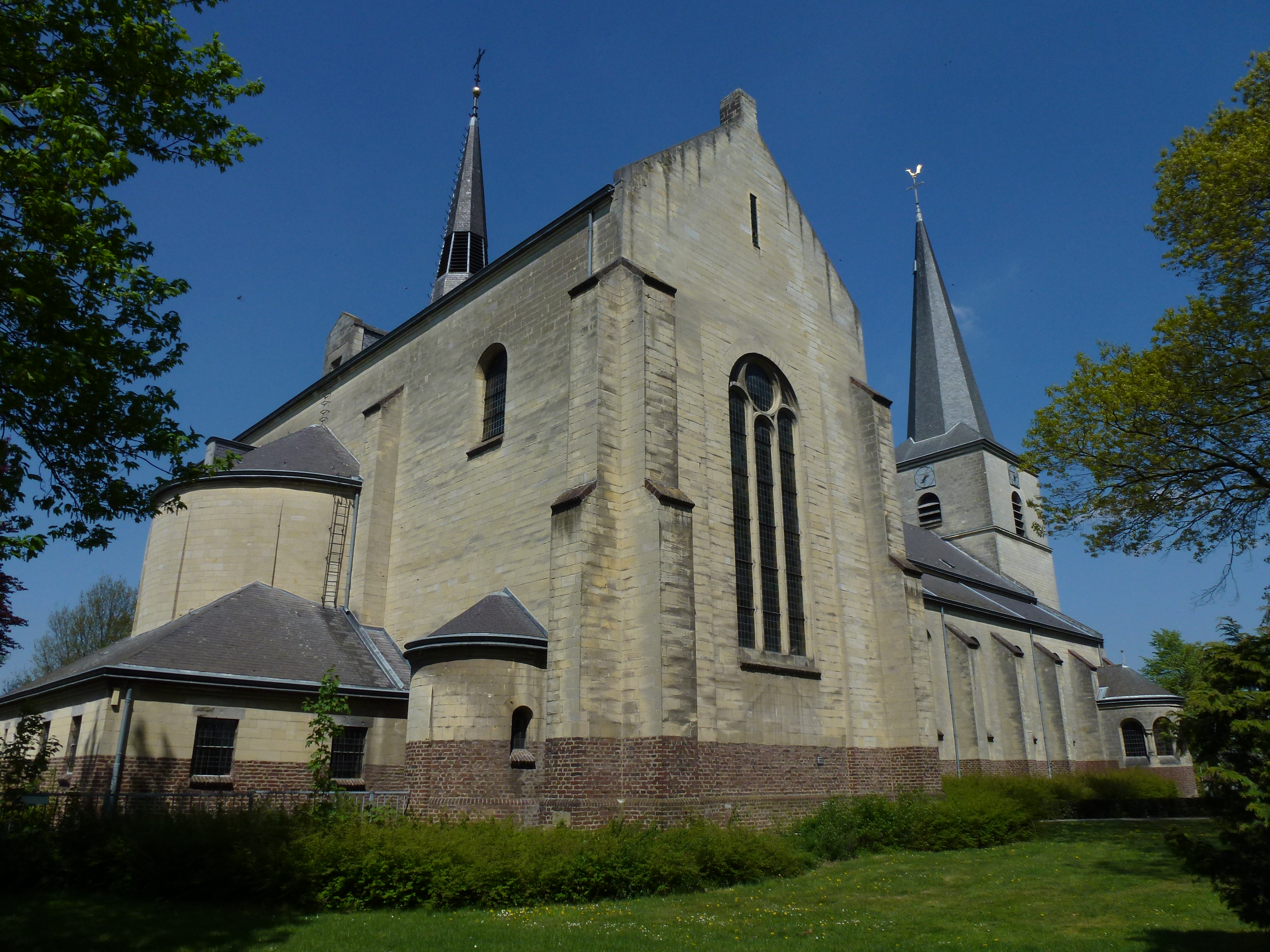
Achteraanzicht: transept met koorsluiting
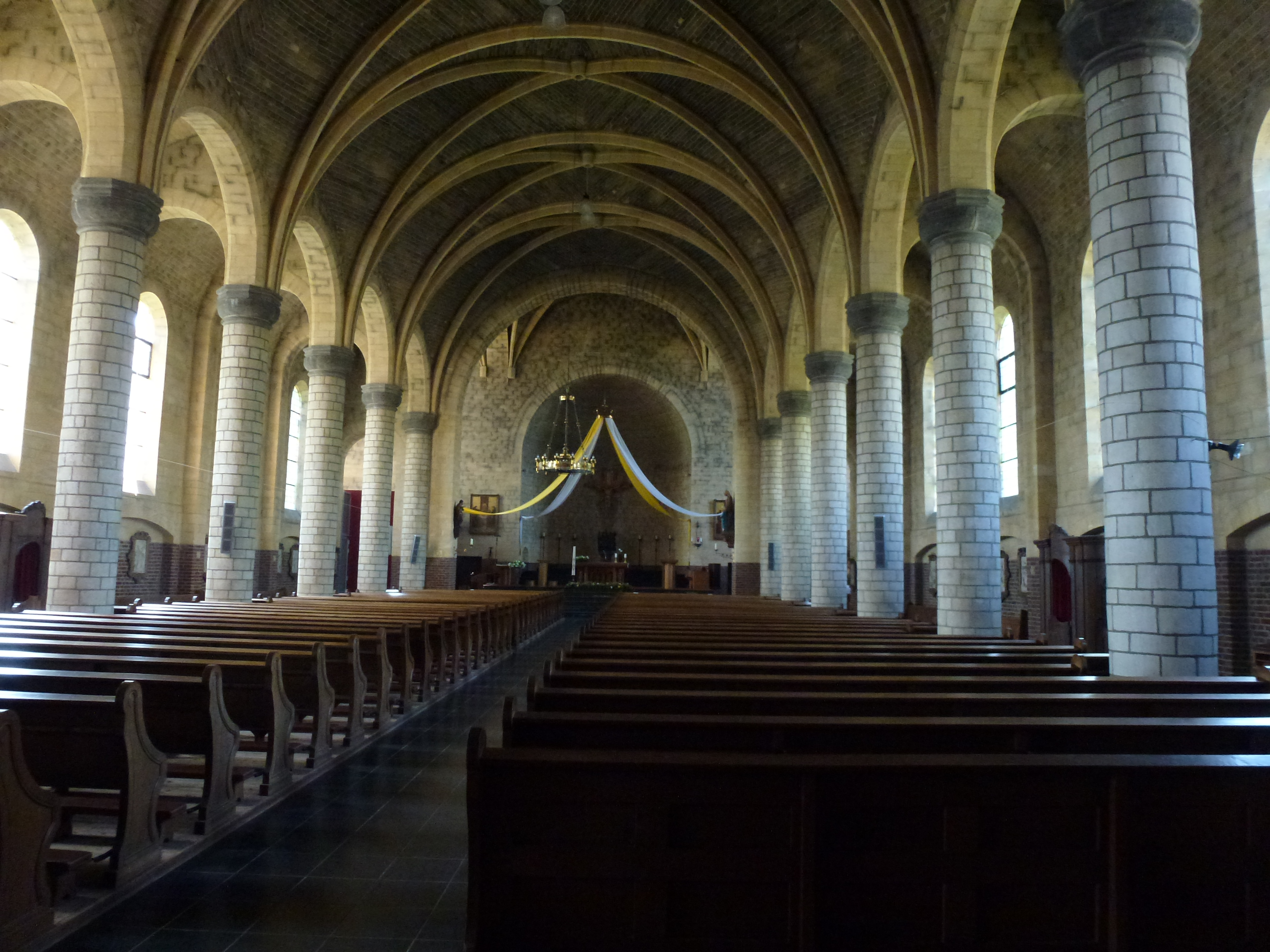
Interieur
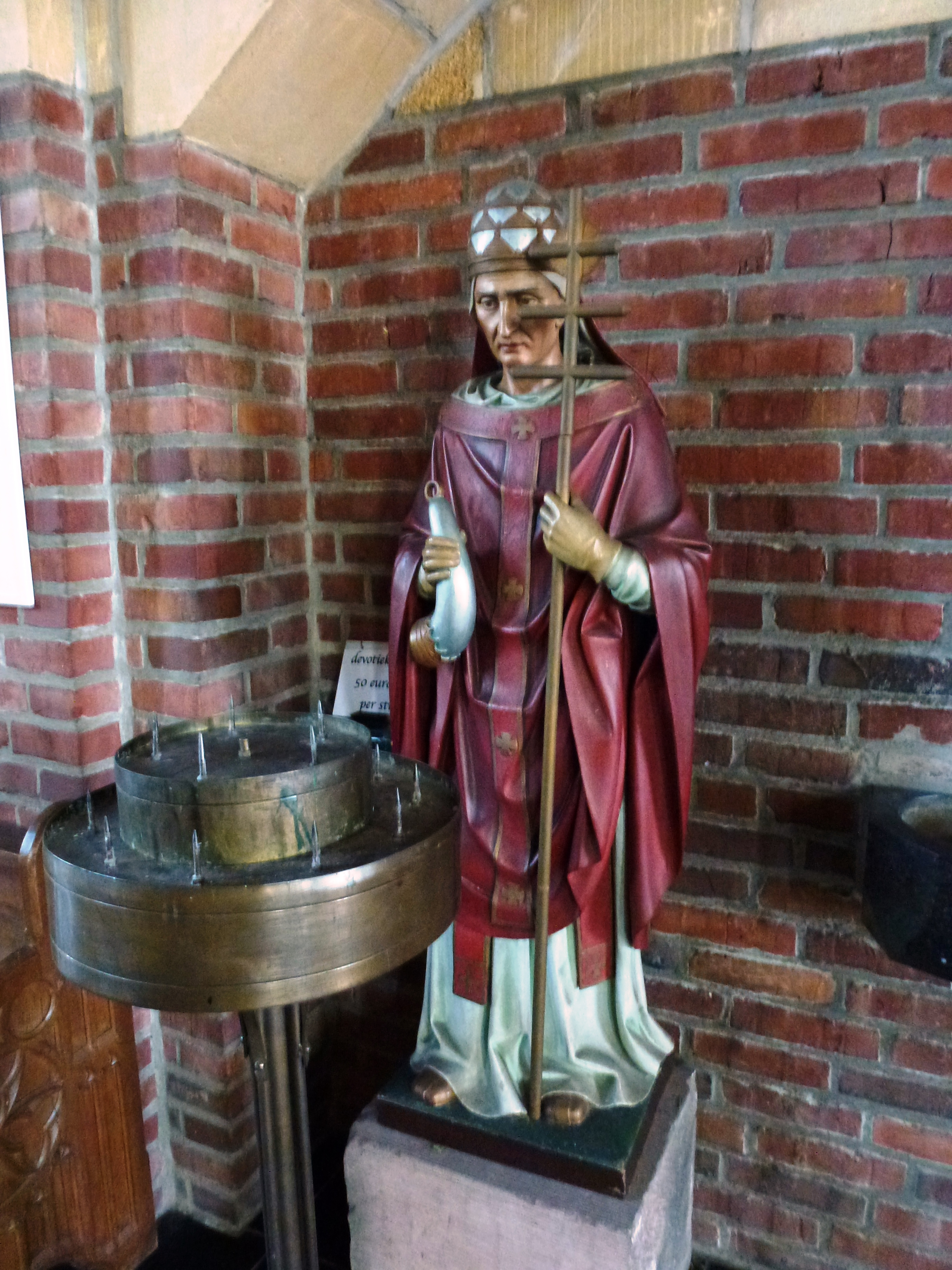
Beeld van H.Cornelius